# Lady Knox Geyser

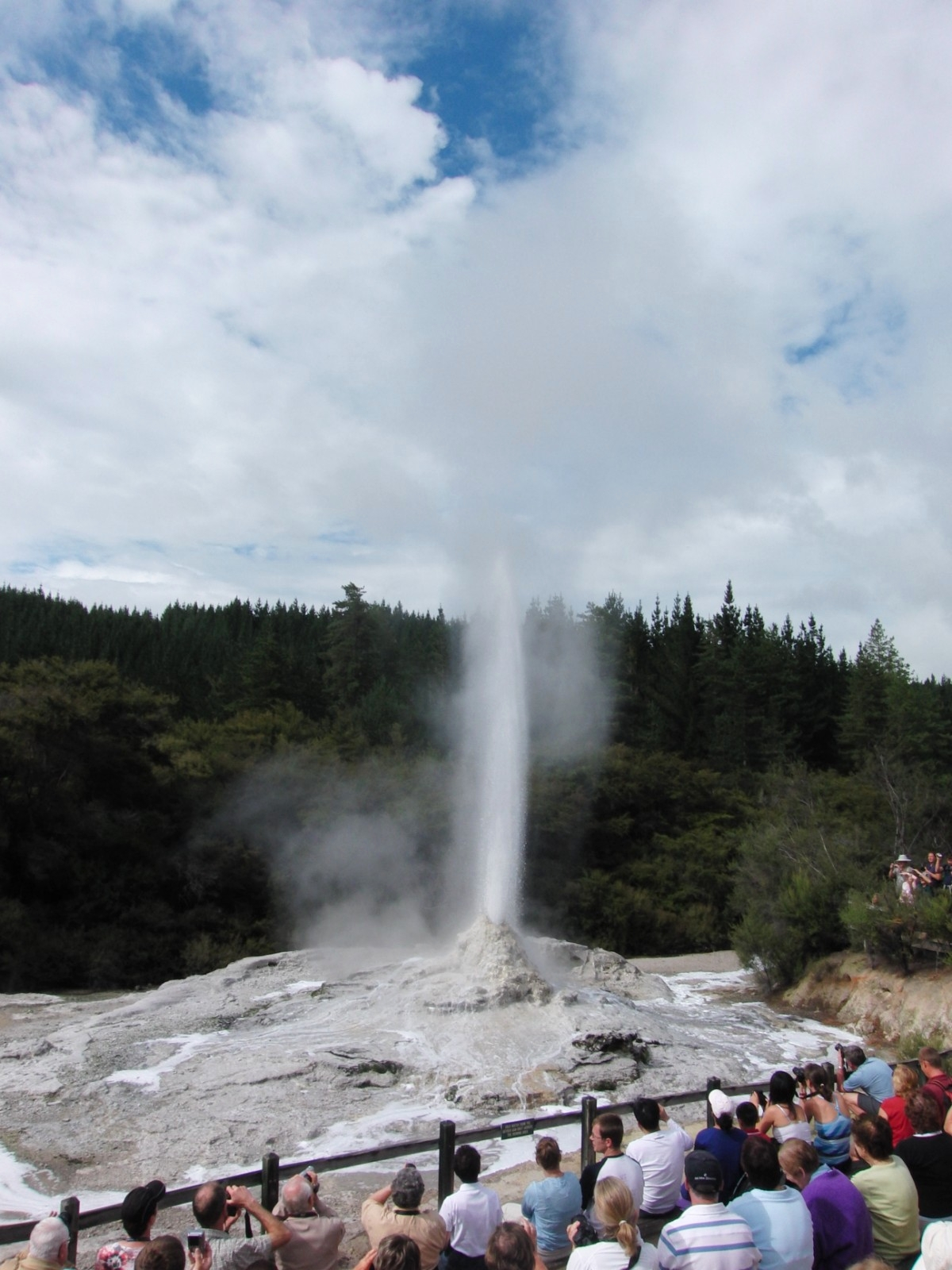
Künstlich erzeugte Fontäne des Lady Knox Geyser

Der Lady Knox Geyser ist künstlich erzeugter Geysir in der Region Waikato auf der Nordinsel von Neuseeland.

## Namensherkunft
Ursprünglich in einem Artikel vom 6. Dezember 1906 im New Zealand Herald als Northland Geyser der Öffentlichkeit vorgestellt, bekam der Geysir später in touristischen Publikationen den Namen Waiotapu Geyser. Seinen heutigen Namen erhielt der Geysir zu Ehren von Constanze Knox, Tochter von Uchter Knox, 5. Earl of Ranfurly, einem ehemaligen Gouverneur von Neuseeland.

## Geographie
Der Lady Knox Geyser befindet sich rund 26 km südsüdöstlich von Rotorua unweit des Besucherzentrums  von Wai-O-Tapu Thermal Wonderland. Er ist Teil des 18 km2 großen Geothermalgebiet Wai-O-Tapu.

## Beschreibung
Der Lady Knox Geyser wird selbst nicht aktiv. Er reagiert nur, wenn in seine Öffnung Seife eingefüllt wird. Fontänen zwischen 10 und 20 Meter sind dokumentiert und können über mehrere Stunden anhalten. Da der Geysir künstlich erschaffen wurde, sind keine Daten seines ursprünglichen Zustands verfügbar. Die heiße Quelle, die Grundlage des Geysirs darstellt, soll chloridhaltig sein und ursprünglich geringe Wassermengen austreten lassen.

## Geschichte
Im Jahr 1906 fanden Gefangene eines Straflagers, das in der Gegend von Wai-O-Tapu von dem damaligen Department of Justice geführt wurde, heraus, dass die heiße Quelle, in der sie ihre Kleidung wuschen und die heute die Grundlage für den Geysir darstellt, auf Seifenlauge reagiert und heißes Wasser ausstößt. Scanlon, Leiter des Straflagers, verringerte daraufhin den Durchmesser der Öffnung der Quelle mittels eines Stahlrohrs, mit dem er gleichzeitig die Wasseraustrittshöhe erhöhte und umgab das Rohr mit Bimsstein, um so einen Kegel zu erzeugen. Fontänen von bis zu 50 Fuß (rund 17 m) und Eruptionen, die mehrere Stunden dauern konnten, waren so möglich. Die im Dezember 1906 vom New Zealand Herald als Northland Geyser publiziert, führten zunehmend zahlreiche Touristen an den Ort und machte den künstlich angelegten Geysir zu einer Attraktion. In einer Publikation der Evening Post vom 24. Dezember 1938 anlässlich des Besuchs des Duke of Gloucester wurde von einer Fontänenhöhe von 60 Fuß berichtet, was einer Höhe von rund 20 m, entspricht.
Im Laufe der Jahre haben sich Mineralablagerungen über den Bimsstein gelegt und den Rand des Austrittsloches so gestaltet, dass der Kegel wie ein natürlich entstandener Kegel wirkt.